# Ulises Rivas
Ulises Rivas Gilio (Torreón, Coahuila, México; 25 de enero de 1996), es un futbolista mexicano. Se desempeña como Mediocampista y su equipo es el Club Universidad Nacional de la Primera División de México.

## Trayectoria
Empezó a jugar a los cuatro años, pero hasta los 10 fue cuando entró al Club Santos Laguna. Del 2009 al 2011, Rivas jugó con la categoría sub-15 del Santos Laguna, consiguió un gol en 10 partidos. Para el segundo semestre del 2011 pasó a formar parte del equipo sub-17 en donde jugó 32 partidos y anotó un gol durante dos temporadas. En 2012 fue convocado para participar en el Torneo de Viareggio. En el 2013 subió a la sub-20. El 30 de noviembre de 2013 Santos venció de visitante por marcador de 0-1 al Club León en el Estadio León y así se coronó campeón del Torneo Apertura 2013 Sub-20.
El 10 de abril de 2014, debutó con el primer equipo en la Copa Libertadores de América en el último partido de la fase de grupos en contra del Arsenal Fútbol Club, el resultado fue de 3-0 a favor del equipo argentino. El 19 de agosto de 2014 debutó en la Copa México junto con otros cuatro jugadores de las fuerzas básicas de Santos, en la victoria como local de Santos ante Correcaminos de la UAT por marcador de 3-0, Rivas jugó el partido completo. Debutó en primera división el 9 de enero de 2015, durante la primera jornada del Torneo Clausura. Consiguió el título de la Copa México Apertura 2014 cuando Santos derrotó a Puebla en penales en la final del torneo. El siguiente semestre obtuvo el título de liga del Torneo Clausura 2015 cuando su equipo derrotó en la final a Querétaro por marcador global de 5-3.

## Selección nacional

### Categorías inferiores
En octubre de 2011 participó con la categoría sub-15 en la AGS Cup, donde la selección mexicana resultó campeona.
En junio de 2012 fue convocado para disputar la Copa Saprissa Internacional con el selectivo sub-17 en donde resultó campeón al vencer por marcador de 3-1 a Estados Unidos. En agosto jugó la Copa Toyota en donde la selección resultó campeona al derrotar al anfitrión Japón por marcador de 6-2. En octubre participó la AGS Cup en donde la selección se alzó con el título por segundo año consecutivo; Rivas fue nombrado el mejor jugador del torneo. Disputó el Campeonato Sub-17 de la Concacaf de 2013, jugó todos los partidos del torneo, cuatro de titular y uno de cambio. México venció a Cuba (1:5) y Honduras (2:0) en la fase de grupos, en cuartos de final derrotó a Guatemala (2:0), en semifinales de nueva cuenta le ganó a Honduras (1:3) y en la final derrotó a la selección anfitriona del torneo, Panamá. Fue convocado para disputar la Copa Mundial de Fútbol Sub-17 de 2013 celebrada en los Emiratos Árabes Unidos. Anotó su único gol de la competencia el 22 de octubre frente a Irak. Fue el capitán de la selección Sub-17 a lo largo del mundial. México terminó segundo de su grupo, resultado de una derrota ante Nigeria (1:6), y dos victorias ante Irak (3:1) y Suecia (0:1). En octavos de final derrotaron a Italia (0:2), en cuartos vencieron a Brasil en penales (10:11), después de empatar a un gol en el tiempo regular, en semifinales derrotaron a Argentina (0:3). En la final se enfrentaron de nueva cuenta a Nigeria, perdiendo esta vez por marcador de 3-0.
En mayo de 2016 fue convocado por Raúl Gutiérrez para disputar el Torneo Esperanzas de Toulon. Tuvo participación en dos partidos, ambos como titular, y fue eliminado en la primera ronda al terminar en la cuarta posición de su grupo.

## Estadísticas
Actualizado al último partido jugado el 18 de marzo de 2024.

### Clubes
| C. Santos Laguna · México |               |               |     |    |    |   |    |     |     |    |
| 1ª | 2013-14       | -             | -   | -  | -  | 1 | 0  | 1   | 0   |    |
| 1ª | 2014-15       | 1             | 0   | 3  | 0  | - | -  | 4   | 0   |    |
| 1ª | 2015-16       | 2             | 0   | -  | -  | 1 | 0  | 3   | 0   |    |
| 1ª | 2016-17       | 26            | 2   | 6  | 0  | - | -  | 32  | 2   |    |
| 1ª | 2017-18       | 16            | 0   | 11 | 1  | - | -  | 27  | 1   |    |
| 1ª | 2018-19       | 11            | 0   | 3  | 0  | 5 | 1  | 19  | 1   |    |
| 1ª | 2019-20       | 29            | 1   | 0  | 0  | - | -  | 28  | 1   |    |
| 1ª | 2020-21       | 8             | 0   | 0  | 0  | - | -  | 8   | 0   |    |
| 1ª | 2021-22       | 13            | 0   | 0  | 0  | 1 | 0  | 14  | 0   |    |
| Total club | Total club    | 106           | 3   | 23 | 1  | 8 | 1  | 137 | 5   |    |
| C. Universidad Nacional · México |               |               |     |    |    |   |    |     |     |    |
| 1ª | 2022-23       | 11            | 1   | -  | -  | - | -  | 11  | 1   |    |
| 1ª | 2023-24       | 31            | 5   | -  | -  | 2 | 0  | 33  | 5   |    |
| Total club | Total club    | 42            | 6   | 0  | 0  | 2 | 0  | 44  | 6   |    |
| Total carrera | Total carrera | Total carrera | 148 | 9  | 23 | 1 | 10 | 1   | 181 | 11 |
| (1)Incluye datos de la Copa México y Campeón de Campeones (2014-15) (2)Incluye datos de la Copa Libertadores de América (2014), Concacaf Liga Campeones (2015-16) y Leagues Cup (2023) |               |               |     |    |    |   |    |     |     |    |

### Selecciones
| Competición                              | Categoría | Sede    | Resultado    | PJ | G |
| ---------------------------------------- | --------- | ------- | ------------ | -- | - |
| Campeonato Sub-17 de la Concacaf de 2013 | Sub-17    | Panamá  | Campeón      | 5  | 0 |
| Copa Mundial de Fútbol Sub-17 de 2013    | Sub-17    | EAU     | Subcampeón   | 7  | 1 |
| Torneo Esperanzas de Toulon de 2016      | Sub-23    | Francia | Primera fase | 2  | 0 |
| Total                                    | –         | –       | –            | 14 | 1 |

### Resumen estadístico
| Competencia                | Partidos | Goles |
| -------------------------- | -------- | ----- |
| Liga                       | 85       | 3     |
| Copas nacionales           | 23       | 1     |
| Copas internacionales      | 7        | 1     |
| Selección de México Sub-23 | 2        | 0     |
| Selección de México Sub-17 | 12       | 1     |
| Total                      | 129      | 6     |

## Palmarés

### Campeonatos nacionales
| Título                            | Equipo                    | País   | Año     |
| --------------------------------- | ------------------------- | ------ | ------- |
| Primera División de México Sub-20 | Club Santos Laguna Sub-20 | México | A-2013  |
| Copa México                       | Club Santos Laguna        | México | A-2014  |
| Primera División de México Sub-20 | Club Santos Laguna Sub-20 | México | A-2015  |
| Primera División de México        | Club Santos Laguna        | México | C-2015  |
| Campeón de Campeones              | Club Santos Laguna        | México | 2014-15 |
| Primera División de México        | Club Santos Laguna        | México | C-2018  |

### Campeonatos internacionales
| Título                           | Equipo                     | País   | Año  |
| -------------------------------- | -------------------------- | ------ | ---- |
| Campeonato Sub-17 de la Concacaf | Selección de México Sub-17 | Panamá | 2013 |

### Campeonatos internacionales amistosos
| Título                      | Equipo                     | País       | Año  |
| --------------------------- | -------------------------- | ---------- | ---- |
| AGS Cup                     | Selección de México Sub-15 | España     | 2011 |
| Copa Saprissa Internacional | Selección de México Sub-17 | Costa Rica | 2012 |
| Copa Toyota                 | Selección de México Sub-17 | Japón      | 2012 |
| AGS Cup                     | Selección de México Sub-17 | España     | 2012 |

### Distinciones individuales
| Distinción                  | Año  |
| --------------------------- | ---- |
| Mejor jugador de la AGS Cup | 2012 |